# Bautista Saavedra Mallea
Bautista Saavedra Mallea (Sorata, Bolivia; 30 de agosto de 1870-Santiago, Chile; 1 de mayo de 1939), conocido también como «el Cholo Saavedra», fue un destacado jurista, profesor universitario, sociólogo, político y diplomático boliviano. Presidió la Junta de Gobierno de 1920-1921 y fue presidente de Bolivia desde el 28 de enero de 1921 hasta el 3 de septiembre de 1925. Fue también presidente durante las celebraciones del Centenario de Bolivia el 6 de agosto de 1825, conmemorando los cien años de la Independencia de Bolivia.

## Biografía
Bautista Saavedra nació el 30 de agosto de 1870 en la localidad de Sorata del departamento de La Paz, Bolivia. Hizo sus estudios primarios y secundarios en su pueblo natal. Continuó con sus estudios superiores entrando a la carrera de derecho; se graduó como abogado a los 26 años de edad, en la ciudad de La Paz el año 1896. Saavedra se dedicó también a la docencia, como catedrático de Derecho Penal en la Universidad de La Paz. Se especializó también en sociología e incursionó en la diplomacia, lo que le permitió investigar en los archivos de Sevilla sobre el pasado colonial boliviano.
Se afilió al Partido Constitucional de Aniceto Arce, pero fue virando hacia posiciones liberales, lo que le valió para ser nombrado Ministro de Instrucción del gobierno de Eliodoro Villazón. Finalizada esta función, fue sucesivamente elegido diputado nacional y senador cuando todavía militaba en el liberalismo. 

### Junta de Gobierno (1920-1921)
Junto a otros políticos fundó en 1915 el Partido Republicano, separándose definitivamente de los liberales, siendo el gestor del golpe del 13 de julio de 1920, que derribó al presidente constitucional José Gutiérrez Guerra e instaló una Junta de Gobierno de transición, de la que fue miembro, junto con José María Escalier y José Manuel Ramírez, destacados políticos republicanos.
Esta Junta convocó elecciones para una Asamblea Constituyente, cuya labor sería reformar la Constitución. La nueva Asamblea, en la que los partidarios de Saavedra eran mayoría, empezó a sesionar el 19 de diciembre de 1920. Escalier y Ramírez se opusieron a la política de Saavedra y abandonaron la Junta de Gobierno, presentando sus candidaturas para la presidencia. La elección del Presidente de Bolivia se realizó en la Asamblea, el 26 de enero de 1921. La oposición se retiró del hemiciclo, pues consideraba que la votación estaba arreglada. Saavedra resultó elegido con 47 votos a favor y uno en contra. Tenía por entonces cincuenta años de edad.
Esta elección originó división en el Partido Republicano, entre republicanos genuinos y socialistas. 
Saavedra cierra la trilogía de los grandes personajes del ciclo oligárquico boliviano; su fuerte personalidad y vocación de poder le permitieron vencer en la batalla por el liderazgo republicano, aunque a un alto costo político.

### Presidencia de Bolivia (1921-1925)

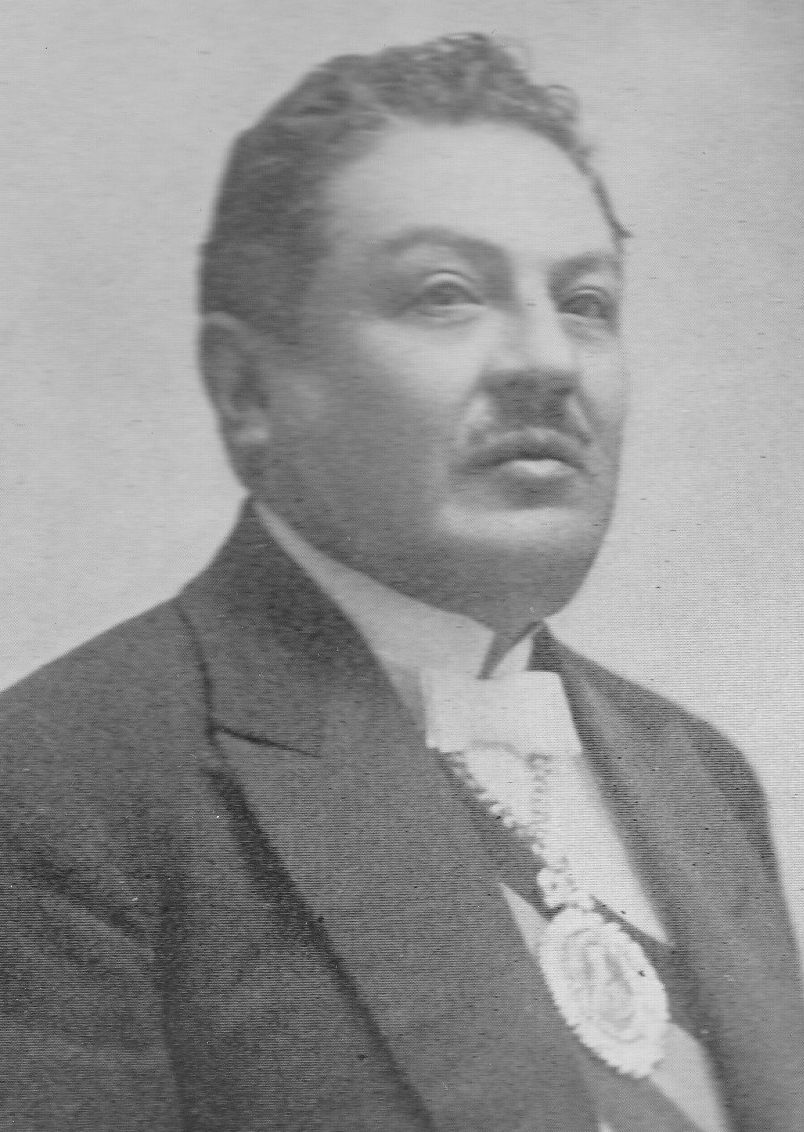
Bautista Saavedra en el año 1921.

Bautista Saavedra llegó al gobierno cuando tenía 51 años de edad. Inició sus funciones como presidente de Bolivia el 28 de enero de 1921. 
Durante su gobierno se estableció la jornada laboral de las 8 horas; se reglamentó el derecho a la huelga y el trabajo de mujeres y niños, se dictó la ley seca que consistía en la producción y venta de alcohol; se creó la Federación Obrera del Trabajo antecedente de lo que hoy se conoce como COB para representar a mineros, fabriles, ferroviarios y maestros. Gobernó en medio de la presión y con mano dura, vivió una aguda depresión económica que lo llevó a tomar el crédito Stiffel Nicolaus, muy criticado, concluyó varios tramos del ferrocarril, construyó caminos para automóviles y desarrolló la infraestructura urbana de La Paz. Tuvo al frente una tenaz oposición por lo que organizó la milicia armada con el nombre de Guardia Republicana la cual era su seguridad personal. 

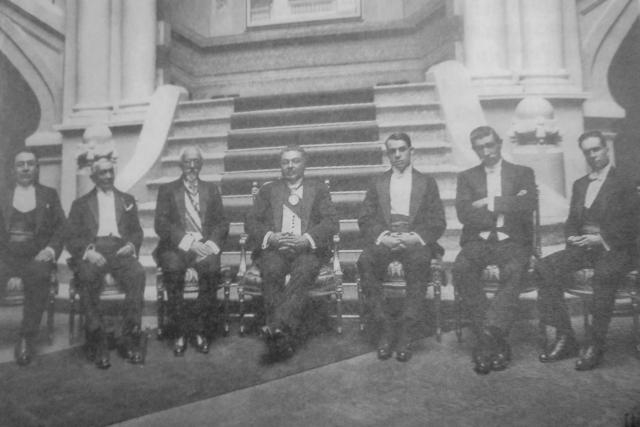
Gabinete de Bautista Saavedra, De izquierda a derecha: Felipe Segundo Guzmán (primero), Severo Fernández Alonso (tercero), Bautista Saavedra (cuarto) y Hernando Siles Reyes (séptimo).

En el aspecto internacional, mantuvo buenas relaciones con el Perú, superando así el conato de movilización de tropas de ambas repúblicas ocurrido en marzo de 1920, a raíz de una demanda que el anterior gobierno de Gutiérrez Guerra hiciera ante la Sociedad de las Naciones, de solicitar la entrega de Arica (puerto peruano entonces bajo administración temporal de Chile), como compensación a la pérdida de su litoral. Por su parte, a Chile le alarmó que el partido republicano llegara al poder en Bolivia, pues uno de sus planteamientos era la recuperación del Litoral boliviano. Ante la exigencia del gobierno chileno de que definiera su política internacional, Saavedra respondió que, sin ceder a la reclamación del litoral, la Cancillería boliviana la intentaría por vía del «revisionismo jurídico». Presentó entonces una nueva demanda ante la Liga de las Naciones, que no prosperó.

#### Masacre de Uncía
La masacre de Uncía fue una de las represiones más brutales al incipiente movimiento obrero boliviano. Esta nota refleja la complicidad del Estado Nacional y las empresas extranjeras estadounidenses y las primeras peleas de los trabajadores por su sindicalización. El 4 de junio de 1923, efectivos del ejército boliviano, al mando del Mayor Ayoroa, abrieron fuego contra una concentración de mineros y pobladores en Uncía, capital de la provincia Bustillo, Departamento de Potosí, Bolivia. Reclamaban la libertad de sus dirigentes sindicales detenidos en la prefectura de la ciudad.
En 1564, el español Juan del Valle llegó hasta una montaña que los lugareños llamaban Orko Intijaljata («la montaña del sol poniente»). Sin embargo, sus expectativas se vieron rápidamente frustradas: no había plata sino estaño, un metal en ese entonces inservible. Muchos años más tarde, en la segunda década del siglo XX, dos empresas competían en la explotación de las riquísimas vetas: la Empresa Minera La Salvadora de Simón I. Patiño y la empresa Estañífera Llallagua, de capitales chilenos. Ambas empresas eran manejadas con mano de hierro por sus respectivos gerentes, Máximo Nava y Emilio Díaz, odiados por mineros, contratistas y pobladores.
Por esos años gobernaba Bolivia el presidente Bautista Saavedra, proveniente del Partido Republicano, que había accedido al poder en 1920. Este gobierno (1921-1925), marcó un punto de inflexión en lo concerniente a la preeminencia de Estados Unidos en Bolivia, iniciando el desplazamiento de la metrópoli inglesa. En 1922 el gobierno contrajo en Estados Unidos un empréstito con la casa Stifel Nicolaus por 33 millones de dólares, a la tasa del 8 % anual, hasta entonces el mayor préstamo celebrado por el país. Se constituyó como garantía todos los impuestos, fondos y rentas del Estado boliviano, y se creó una Comisión Fiscal Permanente, integrada por tres miembros designados por los banqueros de Nueva York, que pasaron a controlar la Aduana, la recaudación impositiva y el Banco Central del país. Es en este contexto que en 1922, la compañía estadounidense Standard Oil de New Jersey, se apoderó mediante maniobras fraudulentas de la explotación de la mayoría de las áreas petrolíferas otorgadas en concesión por el gobierno.
Saavedra representaba la versión más plebeya del republicanismo, apoyándose en la clase media y el artesanado urbano. Fue uno de los primeros en ensayar una política social combinada con una fuerte represión a los trabajadores. Bajo su mandato se dictaron leyes sobre accidentes de trabajo, de Ahorro Obligatorio y reglamentarias de las huelgas; y se creó el Instituto de Reformas Sociales. Pero en cuanto los mineros o los indígenas intentaron movilizarse por sus reivindicaciones fueron severamente reprimidos, como sucedió con la sublevación indígena de Jesús de Machaca (1921).
En Uncía, una de las principales regiones mineras del país, ya desde 1918 se registraron duros enfrentamientos, cuando el ejército junto con matones organizados por la patronal reprimieron violentamente a los obreros que reclamaban aumentos salariales y mejoras de las condiciones de trabajo, ocasionando muertos y heridos. Ya desde entonces circularon tenebrosas versiones según las cuales los cuerpos de los trabajadores caídos habrían sido incinerados en los hornos de calcinación de Catavi. Como resultado de estos hechos, se reforzó la guarnición militar y se redoblaron las persecuciones y los malos tratos a los trabajadores.
Al cumplirse su mandato constitucional, convocó a elecciones; pero éstas resultaron anuladas por razones políticas, razón por la cual el 3 de septiembre de 1925 entregó el mando de la nación al Presidente del Congreso Nacional, Felipe Segundo Guzmán, que se encargó de convocar a nuevos comicios, en los que resultó elegido el político republicano Hernando Siles Reyes. Este firmó un documento de compromiso con el exmandatario, aceptando su tutela y admitiendo como vicepresidente a su hermano, Abdón Saavedra.

### Postpresidencia
Bautista Saavedra marchó a Europa como ministro plenipotenciario en Suiza, Bélgica y Holanda. Cuando se enteró de que el presidente Siles Reyes rompió su acuerdo al desterrar a su hermano Abdón, decidió volver a Bolivia, pero no se le permitió ingresar, por lo que debió volver al exilio.
En 1931 se le permitió volver a Bolivia y se reincorporó al partido republicano genuino de Daniel Salamanca Urey. Participó activamente en los problemas del Chaco durante la contienda con el Paraguay. Al producirse el golpe militar de 1936 por parte del coronel David Toro al presidente José Luis Tejada Sorzano, Saavedra tuvo que partir nuevamente al exilio, esta vez a Chile, donde terminó sus días.
Bautista Saavedra falleció el 2 de mayo de 1939 en la ciudad de Santiago de Chile a los 68 años de edad.

## Contribución a la sociología boliviana
Bautista Saavedra fue uno de los primeros introductores del positivismo al estudio de la sociología en Bolivia, como miembro de la Sociedad Geográfica de La Paz y profesor universitario.
Una vez que culminó sus estudios de Derecho, ingresó a la Sociedad Geográfica, espacio que le permitió profundizar y llevar adelante sus estudios sobre la realidad social boliviana. En 1903 publica Orígenes del Derecho Penal y su historia, el primer libro que expone doctrinalmente los principios del positivismo  spenceriano en su país. 
Fruto de sus investigaciones en la Sociedad Geográfica, publica posteriormente El Ayllu, estudio etnológico que lo repunta como una de las más altas autoridades de la sociología en Bolivia. En el libro se impone la visión negativa de indio y la institución del ayllu. Saavedra se pregunta ¿cómo el ayllu fue una gran institución en la época precolombina? y ¿cómo es que constituye una rémora en la actualidad?. El libro fue precursor de un gran debate sobre la decadencia del indio y su papel en la sociedad boliviana, debate en el que participaron sus contemporáneos Alcides Arguedas, Franz Tamayo y Manuel Rigoberto Paredes.
En los últimos años del liberalismo, Saavedra publica La Democracia en nuestra Historia (1919), libro francamente nihilista, que expresa un pesimismo profundo sobre el futuro de la sociedad boliviana y cualquier progreso del spencerismo. Desahucia a las razas existentes en Bolivia, el blanco, el mestizo y el indio, e intuye que el porvenir del país se encuentra en la posibilidad de una nueva raza que lo redima.